# Pfalzbau

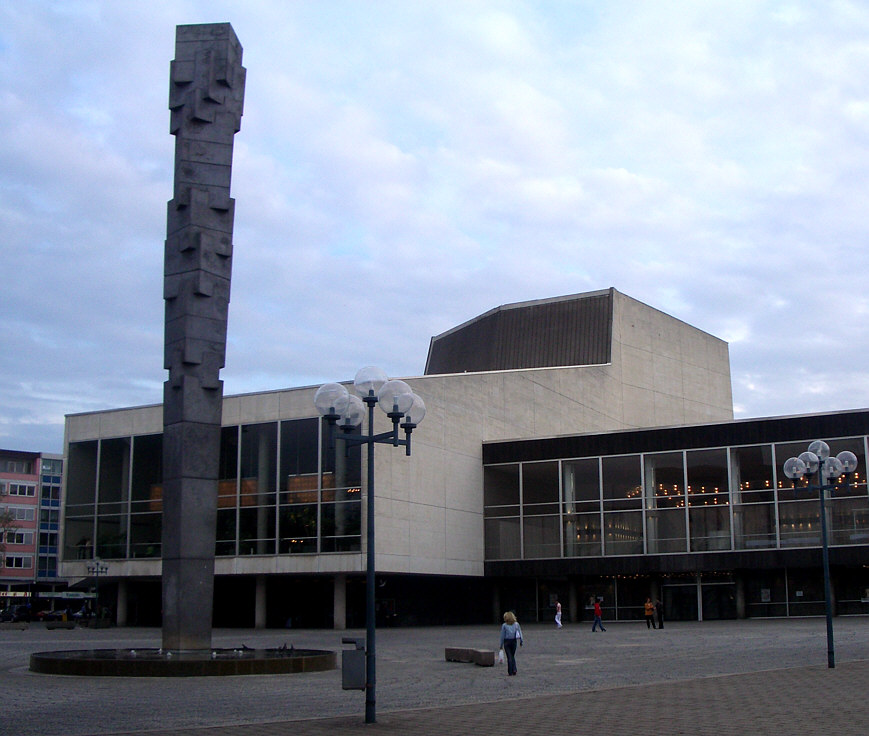
Pfalzbau und Pfalzsäule

Der Pfalzbau ist ein Kongress- und Veranstaltungshaus, sowie Konzert- und Theaterbau in der Stadt Ludwigshafen am Rhein. Er verfügt über kein eigenes Ensemble, sondern wird als Gastspieltheater geführt. Gelegentlich präsentiert der Pfalzbau auch Eigen- und Coproduktionen mit anderen Theatern.

## Geschichte
Der Pfalzbau wurde am 21. September 1968 eingeweiht und war der Nachfolgebau des alten, ersten Pfalzbaus am Berliner Platz aus dem Jahr 1928, der in den Bombennächten vom 6. September 1943 und vom 6. Januar 1945 zerstört wurde. Nach dem Zweiten Weltkrieg wurde das Gebäude provisorisch zum Teil wieder aufgebaut und 1970 abgerissen. 
Schon damals setzte man auf das Prinzip der Gastspiele, da ein eigenes Ensemble nicht finanzierbar war. In den folgenden Jahrzehnten fanden zahlreiche bedeutende Kongresse, Auftritte von Bundespolitikern und große Konzerte statt.
Hansgünther Heyme, einer der Mitbegründer des deutschen Regietheaters, übernahm im Februar 2004 überraschend die Leitung des Hauses. Noch im gleichen Jahr etablierte er die Festspiele Ludwigshafen, bei dem jährlich im Herbst international hochkarätige Tanztheater- und Schauspielproduktionen eingeladen werden. Während seiner Intendanz wurde zudem ein großer Kinder- und Jugendbereich aufgebaut. Von 2007 bis 2009 wurde der Pfalzbau umfangreich saniert und umgebaut. Veranstaltungen des Hauses mussten währenddessen auf andere Spielstätten ausweichen.
Derzeitiger Intendant des Theaters ist Tilman Gersch, der am 1. Januar 2015 die Nachfolge von Hansgünther Heyme antrat. Unter Gerschs Leitung fand im Februar 2015 erstmals das internationale Theaterfestival Offene Welt statt.

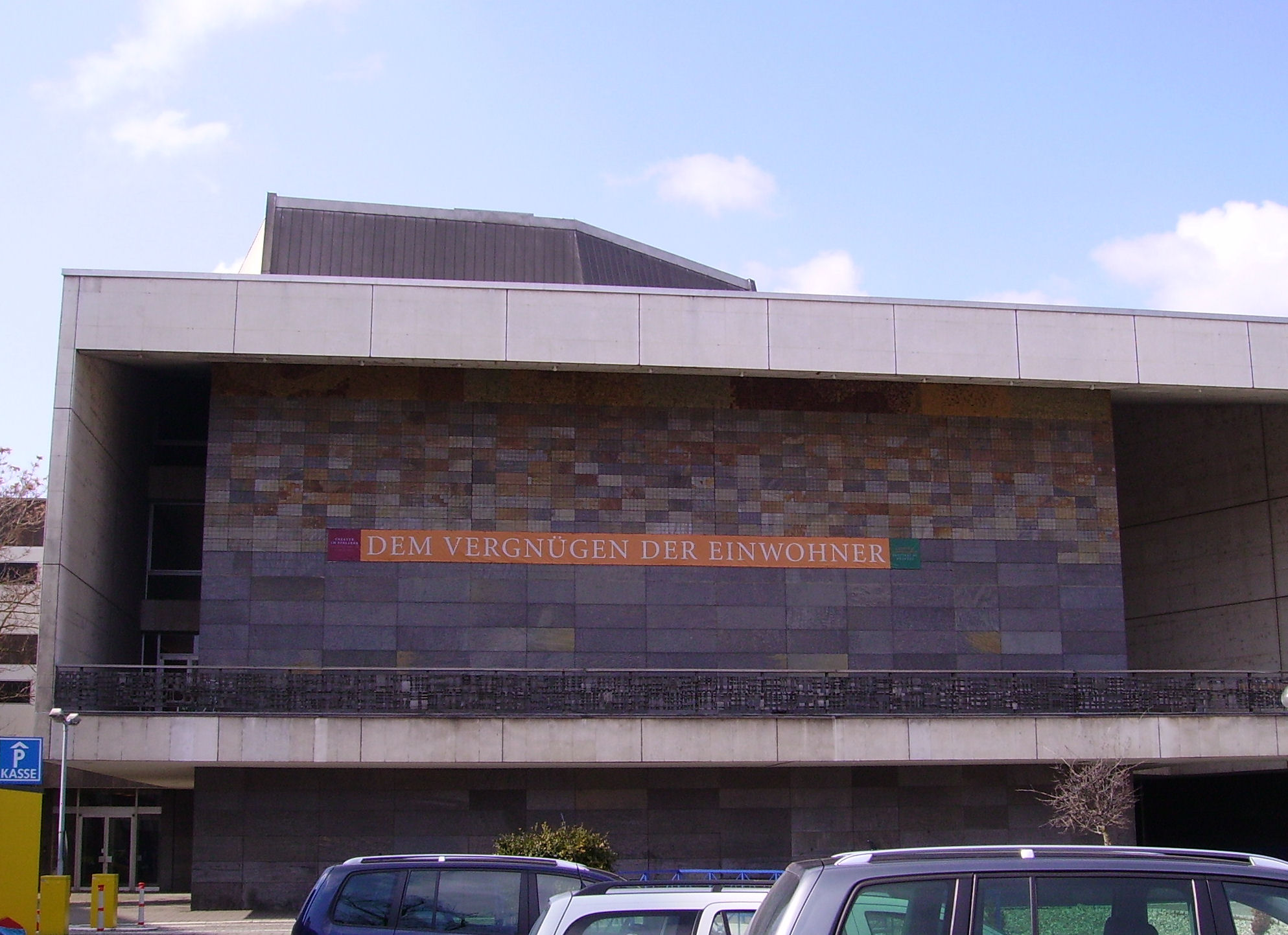
Pfalzbau von Osten
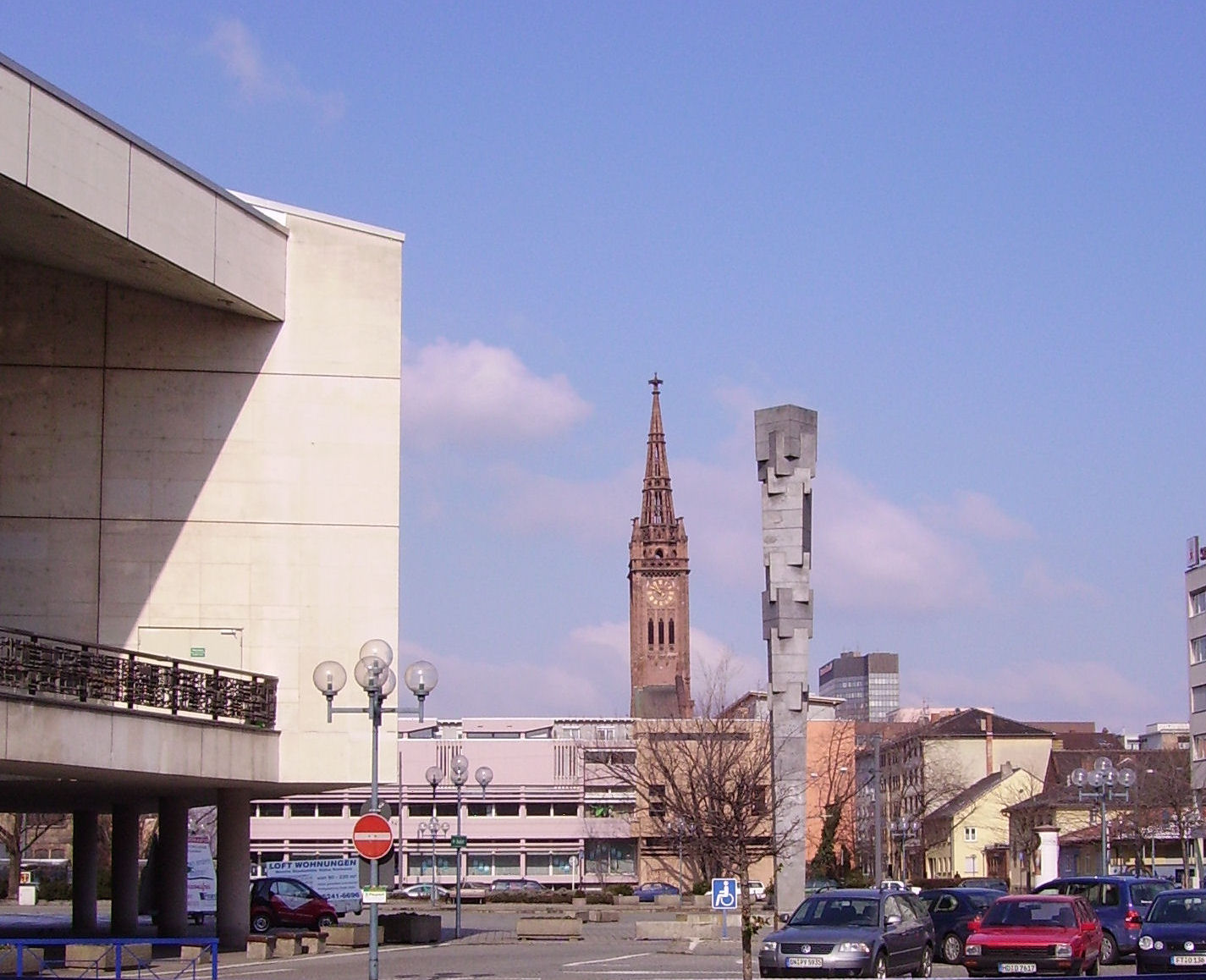
Pfalzbau und Pfalzsäule
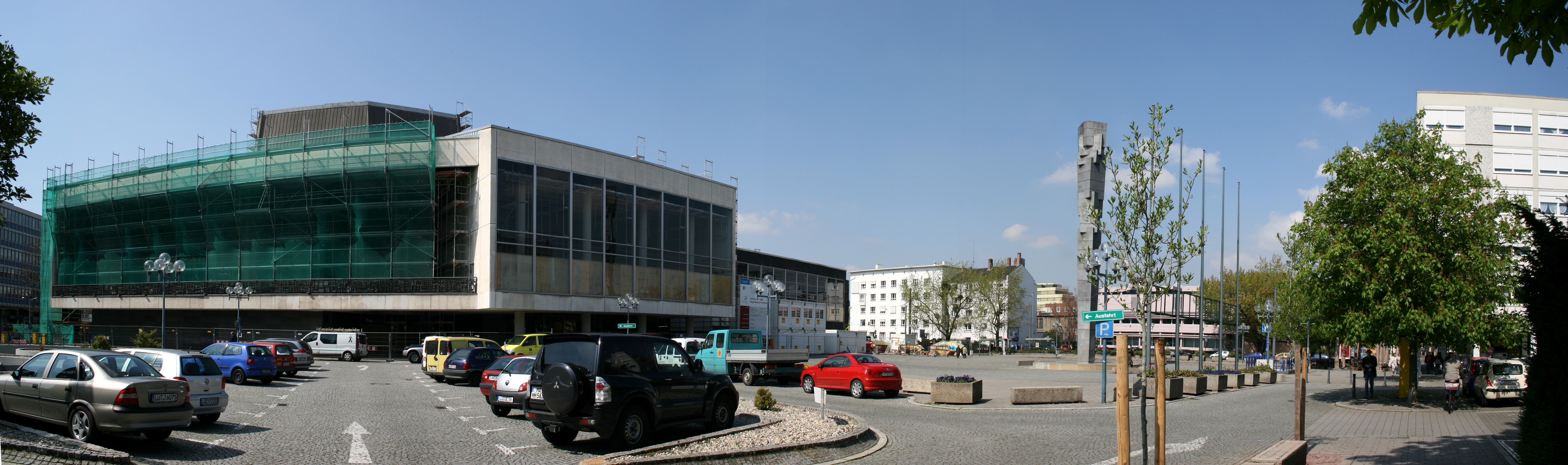
Pfalzbau im Jahr 2008 als Baustelle

## Pfalzsäule
Vor dem Pfalzbau steht die Pfalzsäule, ein 21 m hoher Obelisk, den der Münchner Künstler Blasius Spreng zusammen mit dem Ludwigshafener Künstler Ernst W. Kunz gestaltet hatte. Sie gehört zu der Außenanlage des am 21. September 1968 eingeweihten neuen Pfalzbaus, dem Theaterbau der Stadt Ludwigshafen.
Ursprünglich war die Pfalzsäule von einem 200 m² großen runden Wasserbecken mit mehreren kleinen Fontänen umgeben, das aber bei der Neugestaltung des Platzes Anfang der 1990er Jahre durch einen Steinsockel ersetzt wurde, über den Wasser fließt.
Ein Modell der Pfalzsäule wird von der Stadt Ludwigshafen an verdiente Bürger oder an Partnerstädte vergeben.